# Lampides ozea
Lampides ozea är en fjärilsart som beskrevs av Hans Fruhstorfer 1916. Lampides ozea ingår i släktet Lampides och familjen juvelvingar. Inga underarter finns listade i Catalogue of Life.